# Gluconate de magnésium
Le gluconate de magnésium est un composé organique de formule MgC12H22O14. C'est le sel de magnésium de l'acide gluconique.
Il est utilisé comme régulateur de l’acidité, affermissant et exhausteur de goût et identifié sous le numéro E580.
Le gluconate de magnésium possède une biodisponibilité importante, qui lui permet d'être utilisé par ailleurs en tant que complément de magnésium. 